# 瓦西里·阿伽普庚
瓦西里·伊凡诺维奇·阿伽普庚（俄語：Васи́лий Ива́нович Ага́пкин，1884年2月3日—1964年10月29日），苏联军队交响乐团指挥和作曲家，于1912年写下著名的《斯拉夫送行曲》。
阿伽普庚出生在梁赞省，1912至1915年在坦波夫音乐学校学习，而后在军队中任职。十月革命后，他进入内务人民委员部，任内务人民委员部管弦乐队领导者。
在1941年11月7号著名的莫斯科红场阅兵上，阿伽普庚亲自指挥联合军事乐团演奏，《斯拉夫送行曲》是这次阅兵的游行中演奏的四首进行曲之一。他还带领乐团在1945年的莫斯科胜利游行中演奏。
他的音乐出现在众多电影和其它文学作品中，例如《雁南飞》和《72米》（2004年）。